# فو تشينغيو
فو تشينغيو (في اللغة الصينية: 傅成玉; في نظام بينيين: Fù Chéngyù) هو رئيس مجلس إدارة شركة الصين للبترول والكيمياويات (المعروفة بسينوبك)، أكبر شركة تكرير نفط وكيمياويات آسيوية. عمل سابقًا في المؤسسة الوطنية الصينية للنفط البحري، والتي شهدت زيادة أرباحها بمقدار خمسة أضعاف خلال وجوده فيها.

## السيرة الشخصية
وُلد فو في عام 1951، وهو مواطن صيني من عرقية الهان. تخرج من جامعة نورث إيسترن (الصين)، ليحصل بعدها على درجة الماجستير في هندسة البترول من جامعة جنوب كاليفورنيا. درس لاحقًا في كلية تشيونغ كونغ للدراسات العليا في إدارة الأعمال. في ديسمبر 2014، تم اختيار فو من بين أكثر الأشخاص نفوذاً في صناعة الشحن وفقًا لقائمة لويدز.
كانت خبراته المبكرة في صناعة النفط في حقول نفط داتشينغ ولياوه وهوابي.
ابتداءً من عام 1983، كان فو رئيسًا للجان الإدارية للمشاريع المشتركة بين المؤسسة الوطنية الصينية للنفط البحري وشركات البترول الدولية الكبرى بما في ذلك اموكو وشيفرون وتكساكو وفيلبس وشل وأجيب.
في عام 1994 أصبح نائب المدير العام لشركة كونوك ناهاي الشرقية ونائب رئيس شركة فيلبس في اسيا وبعد عام تم تعيينه المدير العام لمشروع تطوير شيجيانغ.
في عام 1999، أصبح المدير العام لشركة كونوك ناهاي الشرقية، وبعد أشهر قليلة أصبح المدير التنفيذي ونائب الرئيس التنفيذي ومدير العمليات في شركة كونوك المحدودة، وهي شركة تابعة إلى المؤسسة الوطنية الصينية للنفط البحري. في العام التالي، تم تعيين فو نائبًا لرئيس المؤسسة الوطنية الصينية للنفط البحري ورئيسًا متزامنًا لشركة كونوك المحدودة.
في عام 2002 تم تعيينه رئيسًا لمجلس الإدارة والرئيس التنفيذي لشركة الصين لخدمات حقول النفط المحدودة، وهي شركة تابعة أخرى للمؤسسة الوطنية الصينية للنفط البحري. أصبح رئيسًا للمؤسسة ورئيسًا ومديرًا تنفيذيًا لشركة كونوك المحدودة في عام 2003.
في 16 سبتمبر 2010، استقال من منصب الرئيس التنفيذي لشركة كونوك المحدودة مع الاحتفاظ بمنصب رئيس مجلس الإدارة. أصبح أخيرًا رئيس مجلس إدارة شركة الصين للبتروكيماويات في أبريل 2011.